# Roberto Aballay
Roberto Aballay (* 22. November 1922 in Buenos Aires; † 1982 in Kolumbien) war ein argentinischer Fußballspieler auf der Position des Stürmers.

## Biografie
Aballay begann seine Profikarriere 1940 in Diensten des CA River Plate, bei dem er auch im Meisterjahr 1941 unter Vertrag stand, in diesen beiden Spielzeiten aber nur zweimal zum Einsatz kam. Da er sich in der damals mit Stars nur so gespickten Mannschaft von River Plate nicht durchsetzen konnte, wechselte er für die Saison 1942 zum Zweitligisten Argentinos Juniors, brachte es dort aber nur auf einen Einsatz, in dem ihm immerhin ein Tor gelang. Für das Spieljahr 1943 wechselte er zum Erstligisten CA Banfield, für den er auf 13 Einsätze kam und 8 Tore erzielte.
Ende 1943 wechselte er zum mexikanischen Erstligisten Asturias, bei dem er seine persönlich beste Phase erlebte. Nachdem er mit seinem neuen Verein in der Saison 1943/44 die erstmals ausgetragene Profimeisterschaft von Mexiko gewonnen hatte, wurde er in der Saison 1944/45 – mit der fantastischen Ausbeute von 40 Toren in 24 Spielen (und damit dem besten, jemals in der mexikanischen Liga erzielten, Quotienten von 1,67) – Torschützenkönig der mexikanischen Liga.
Anschließend kehrte er in seine Heimat zurück und heuerte beim CA San Lorenzo de Almagro an, für den er zwischen 1946 und 1948 unter Vertrag stand und 1946 die Meisterschaft gewann, sich aber (trotz einer äußerst positiven Bilanz von 7 Treffern bei seinen insgesamt nur 9 Einsätzen) erneut nicht durchsetzen konnte.
1949 verließ er Argentinien und ging nach Europa, wo er zunächst in der Serie A für den CFC Genua (1949/50) und danach in der Ligue 1 für den FC Nancy (1950–1952) und den FC Metz (1952–1955) spielte. Anschließend wechselte er zum algerischen MC Alger, in dessen Diensten er seine aktive Karriere in der Saison 1955/56 ausklingen ließ.
Nach Beendigung seiner aktiven Karriere arbeitete Aballay als Trainer, unter anderem bei Gimnasia y Esgrima La Plata.

## Erfolge

### Verein
- Argentinischer Meister: 1941 (mit River Plate), 1946 (mit San Lorenzo)
- Mexikanischer Meister: 1943/44 (mit Asturias)

### Persönlich
- Torschützenkönig der mexikanischen Liga: 1944/45 (für Asturias)